# Lake Park (Géorgie)
Pour les articles homonymes, voir Lake Park (homonymie).
Lake Park est une ville américaine située dans le comté de Lowndes, en Géorgie. Selon le recensement de 2020, sa population est de 932 habitants.